# Nikolai Iwanowitsch Wassiltschikow

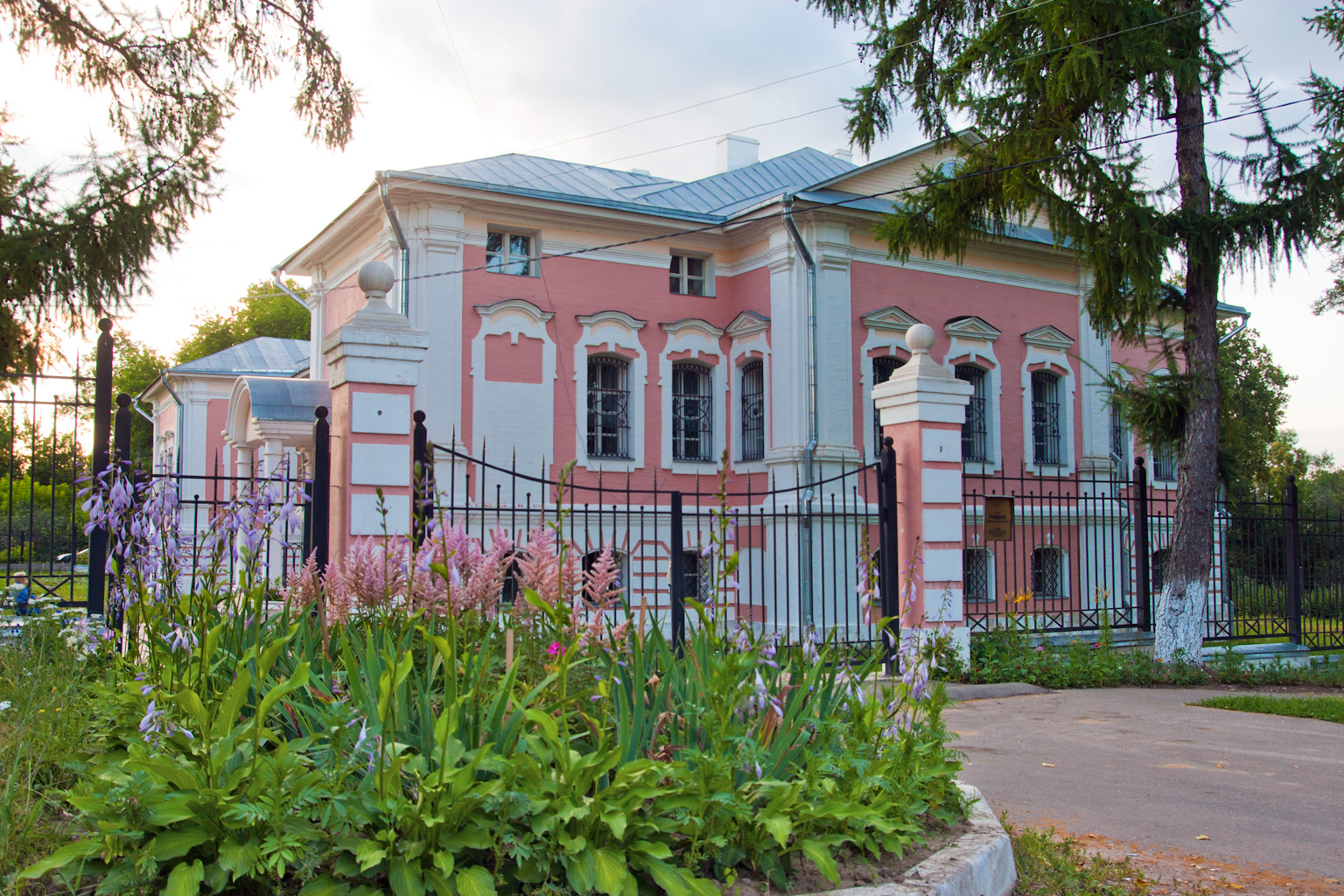
Herrenhaus der Wassiltschikows (heute Museum)

Knes Nikolai Iwanowitsch Wassiltschikow (russisch: Николай Иванович Васильчиков; * 23. März 12. Märzjul. / 23. März 1792greg. in Moskau; † 15. Januarjul. / 27. Januar 1855greg. ebenda) war ein russischer Bojar, Generalmajor in der Kaiserlich-russischen Armee, Adelsmarschall von Serpuchow und Großgrundbesitzer (Familiengut Lopasnya-Zachatievskoye (heute Museum)) im Russischen Kaiserreich.

## Leben
Im Alter von 15 Jahren zog Nikolai Iwanowitsch, mit dem Einverständnis seines Vaters, zu seinem Verwandten, dem Brigadegeneral Wassili Alexejewitsch Wassiltschikow (1754–1830). Durch dessen Einflussnahme wurde er 1807 im Rang eines Fahnenjunkers in das Kavallerie-Garde-Regiment aufgenommen. Im Jahre 1808 wurde er im Januar zum Fähnrich und dann im November zum Kornett befördert.
Seinen ersten Kriegseinsatz erlebte er im Vaterländischen Krieg von 1812 bis 1814, bei dem er auch in der Schlacht bei Borodino eingesetzt war. Für seine Tapferkeit wurde er mit hohen russischen und ausländischen Orden ausgezeichnet. Seine Laufbahn setzte sich rasant fort, so wurde er 1813 zum Leutnant und zum Stabskapitän und 1816 zum Kapitän befördert. 1818 wurde er zum Geschwaderkommandeur ernannt und 1819 zum Oberst befördert. 1820 übernahm er als Regimentskommandeur das Kommando über das Kürassier-Regiment in Nowgorod. Für die materielle und personelle Umgestaltung der russischen Kürassier-Regimenter in Jekaterionslaw und Nowgorod erhielt er vom Zaren einen Dankesbrief und die „Höchsten Gunst seiner Kaiserlichen Majestät“ ausgezeichnet. Im Rang eines Generalmajors trat er am 27. Februar 1824 mit dem Privileg der „Pension und des Uniformtragens“ in den Ruhestand. Seinen Ruhesitz wählte er auf seinem Anwesen in Tschechow, einer Stadt in der Oblast Moskau. Er wurde insgesamt drei Mal für den Bezirk Serpuchow zum Adelsmarschall gewählt. Nikolai Iwanowitsch Wassilchikow starb 1855 und wurde in der Anno-Zachatievsky-Kirche bei Tschechow beigesetzt.

## Auszeichnungen
- 1813 Russischer Orden des Heiligen Wladimir, 3. Klasse
- 1813 Russischer Orden der Heiligen Anna, 3. Klasse
- 1814 Russischer Orden der Heiligen Anna, 2. Klasse
- Preußisches Kulmer Kreuz

Ordensspange "Orden des Heiligen Wladimir"
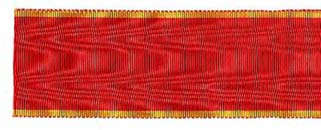
Ordensspange "Orden der Heiligen Anna"
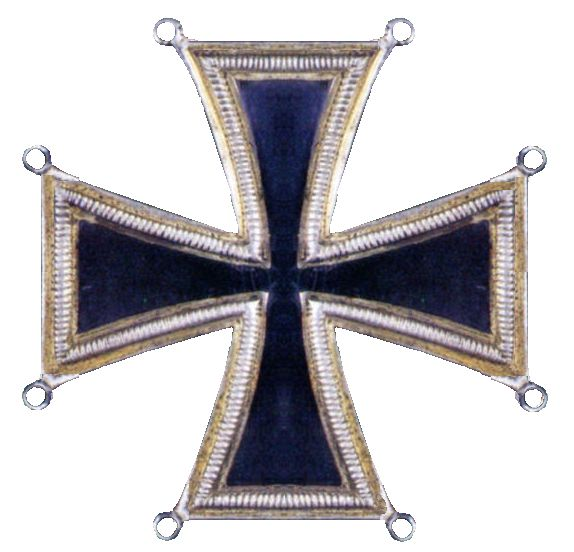
Kriegsverdienstorden "Kulmer Kreuz"

## Herkunft und Familie
N.I. Wassiltschikow stammte aus dem uradeligen Bojarengeschlecht Wassiltschikow, welches 1839 in den russischen Fürstenstand erhoben worden waren. Sein Vater war der Kammerherr Iwan Nikolajewitsch Wassiltschikow (1727–1787), der mit Fjedosia Nikolajewna Krotkowa verheiratet war. Sein Cousin war Alexander Semjonowitsch Wassiltschikow (1746–1813) der mit Kaiserin Katharina II. ein Verhältnis hatte, seine Cousins waren Alexei Wassiljewitsch Wassiltschikow (1776–1854), Wassili Alexejewitsch Wassiltschikow (1754–1830) und Nikolai Wassiljewitsch Wassiltschikow (1781–1849). Er heiratete Maria Petrowna Lanski († 1879), die Tochter seines langjährigen Freundes Pjotr Lanski, ihre Nachkommen waren die Töchter Maria (1820–1907), Katharina (1828–1875), Natalja (1831–1873), Anna (1835–1904) und Elisabeth († 1894). Ihr Sohn Nikolai Nikolajewitsch (1822–1905) war nicht verheiratet, infolgedessen starb dieser Familienzweig aus.